# لحوامد الغربيين (أولاد الطيب)
لحوامد الغربيين هو دُوَّار يقع بجماعة سيدي يحيى زعير، عمالة الصخيرات تمارة، جهة الرباط سلا القنيطرة في المملكة المغربية. ينتمي الدوّار لمشيخة أولاد الطيب التي تضم 3 دواوير. يقدر عدد سكانه بـ 1679 نسمة حسب الإحصاء الرسمي للسكان والسكنى لسنة 2004.

## روابط خارجية
- البوابة الوطنية للجماعات الترابية نسخة محفوظة 12 مارس 2018 على موقع واي باك مشين.
- المندوبية السامية للتخطيط